# 9 Pułk Strzelców Konnych (II RP)

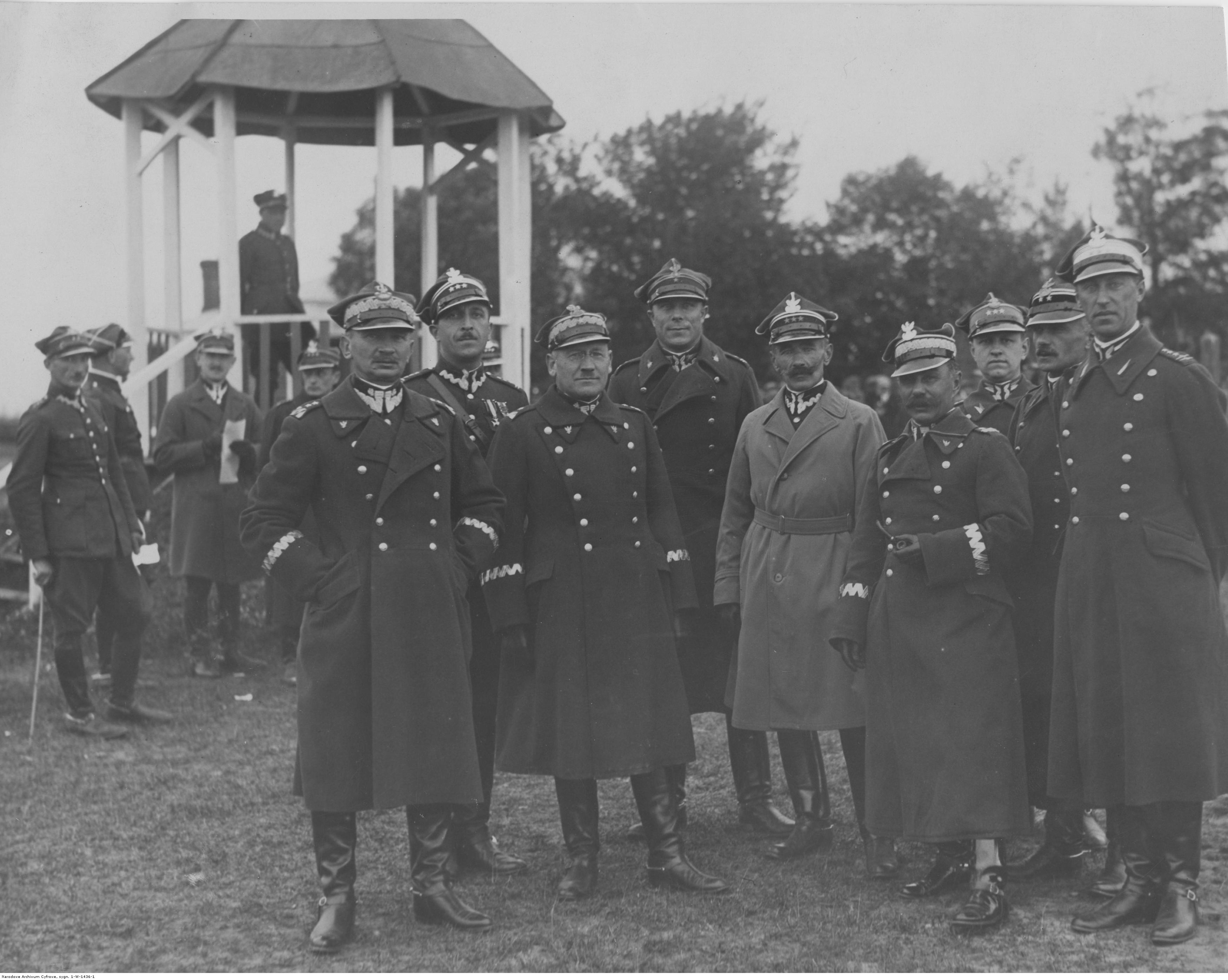
Święto 9 psk w Grajewie – uczestnicy uroczystości; X.1928.

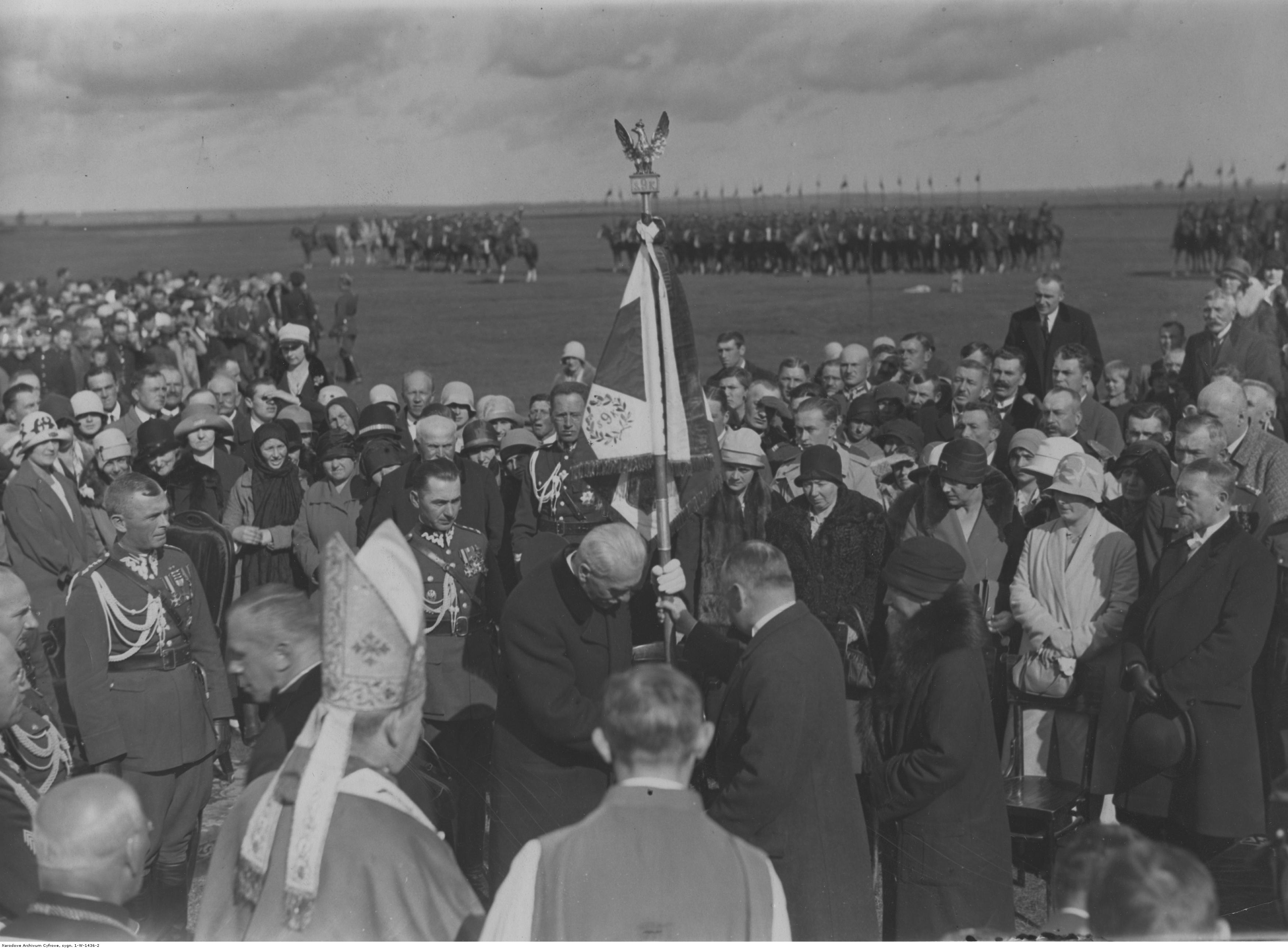
Święto 9 psk w Grajewie 1928 – prezydent Ignacy Mościcki odbiera sztandar z rąk ofiarodawcy.

9 Pułk Strzelców Konnych imienia generała Kazimierza Pułaskiego (9 psk) – oddział kawalerii Wojska Polskiego II RP i odtworzony oddział pieszy Armii Krajowej.

## Pułk w okresie pokoju

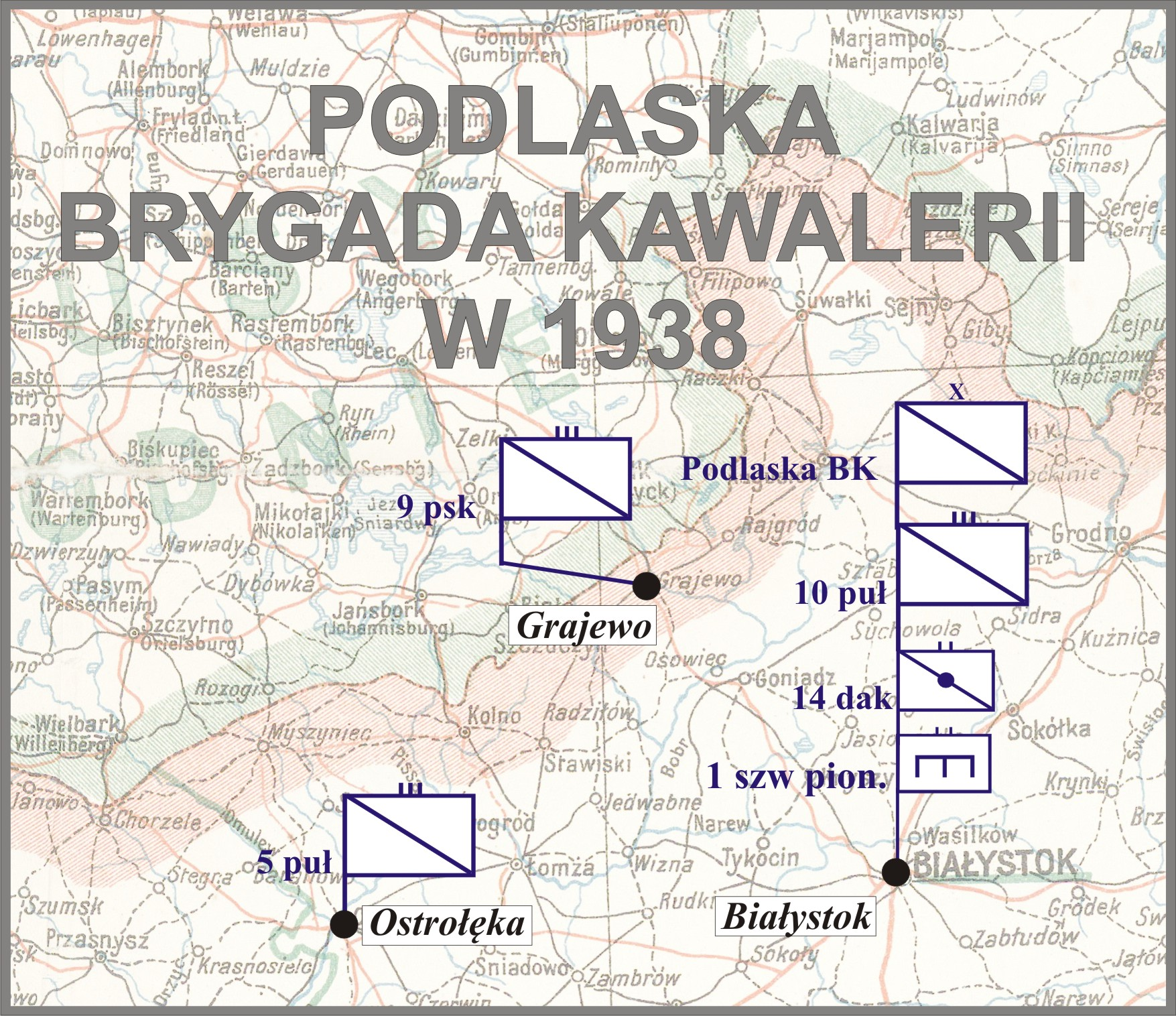
Podlaska BK w 1938

Pułk został sformowany 10 października 1921 w Hrubieszowie. Od listopada 1921 stacjonował eksterytorialnie w garnizonie Włodawa – koszary artyleryjskie (Okręg Korpusu Nr II), a od maja 1924 w garnizonach: Grajewo (dowództwo, 1 i 2 szwadron), Osowiec (3 szwadron i szwadron karabinów maszynowych) i Białystok (szwadron zapasowy) na terenie Okręgu Korpusu Nr III.
W latach 1921–1924 pułk był bezpośrednio podporządkowany dowódcy Okręgu Korpusu Nr IX w Brześciu, a pod względem wyszkolenia podlegał inspektorowi jazdy nr I w Wilnie, gen. bryg. Juliuszowi Rómmlowi. W tym okresie oddział był jednostką kawalerii dywizyjnej. W czasie mobilizacji formował i wystawiał ze swego składu trzy dywizjony kawalerii, każdy z plutonem karabinów maszynowych. W czasie wojny dywizjony miały walczyć w składzie 9, 20 i 30 DP. W tym okresie w jego skład wchodziły trzy szwadrony strzelców konnych, oddział szkolny karabinów maszynowych, pułkowa szkoła podoficerska i kadra szwadronu zapasowego.
W 1924 pułk przestał spełniać funkcje kawalerii dywizyjnej. Przyjął organizację pułku kawalerii samodzielnej i został włączony w skład XI Brygady Kawalerii.
W 1929 jednostka została podporządkowana dowódcy Brygady Kawalerii „Białystok”, która w marcu 1937 została przemianowana na Podlaską Brygadę Kawalerii.
18 lutego 1933 Minister Spraw Wojskowych koszarom pułku w Grajewie nadał nazwę „Koszary imienia generała Kazimierza Pułaskiego”.
Święto pułkowe obchodzono 29 czerwca, w rocznicę walk stoczonych w 1920 przez I dywizjon 2 psk.
14 maja 1936 minister spraw wojskowych generał dywizji Tadeusz Kasprzycki nadał 9 psk nazwę „9 pułk strzelców konnych imienia generała Kazimierza Pułaskiego”.
| Pułk w planie mobilizacyjnym „S” | Pułk w planie mobilizacyjnym „S” | Pułk w planie mobilizacyjnym „S” |
| Nazwa pododdziału                | Termin                           | Miejsce mobilizacji              |
| -------------------------------- | -------------------------------- | -------------------------------- |
| dowódca pułku z drużyną          | alarm                            | Grajewo                          |
| pluton łączności                 | alarm                            | Grajewo                          |
| 1÷3 szwadrony                    | alarm                            | Grajewo                          |
| 4 szwadron                       | alarm                            | Grajewo                          |
| szwadron karabinów maszynowych   | alarm                            | Grajewo                          |
| kolumna taborowa nr 365          | 6                                | Białystok                        |
| kolumna taborowa nr 364          | 8                                | Białystok                        |
| uzupełnienie do czasu „W”        | 7                                | Białystok                        |
| szwadron marszowy 1/9 psk        | 18                               | Białystok                        |
| szwadron zapasowy                | do 15                            | Białystok                        |
| komenda placu Osowiec            | 2                                | Osowiec                          |

| Obsada personalna i struktura organizacyjna pułku        | Obsada personalna i struktura organizacyjna pułku              |
| Obsada personalna w grudniu 1921                         | Obsada personalna w grudniu 1921                               |
| Stanowisko                                               | Stopień, imię i nazwisko                                       |
| -------------------------------------------------------- | -------------------------------------------------------------- |
| dowódca pułku                                            | ppłk kaw. Franciszek Kaczkowski z 23 puł                       |
| zastępca dowódcy                                         | mjr kaw. Adam Marian Bolesław Michalski z byłego I/4 psk       |
| adiutant                                                 | por. kaw. Stanisław Nakoniecznikoff-Klukowski z byłego I/4 psk |
| oficer kasowy                                            | ppor. Ludwik Korczyk                                           |
| oficer prowiantowy                                       | por. Aleksander Zioło                                          |
| dowódca szwadronu zapasowego                             | rtm. Edward Minoga z byłego I/4 psk                            |
| dowódca 1 szwadronu                                      | rtm. Karol Dillenius                                           |
| oficer młodszy                                           | ppor. Henryk Dombrowicz                                        |
| oficer młodszy                                           | ppor. Feliks Zygmunt Tatarowski                                |
| oficer młodszy                                           | ppor. Antoni Wróblewski                                        |
| oficer młodszy                                           | ppor. Henryk Antoniewicz                                       |
| dowódca 2 szwadronu                                      | por. kaw. Eugeniusz Jaryczewski                                |
| oficer młodszy                                           | ppor. Leon Wrześniowski                                        |
| oficer młodszy                                           | ppor. Wilhelm Lewicki                                          |
| dowódca 3 szwadronu                                      | por. kaw. Stanisław Kalinowski z 26 puł                        |
| Obsada personalna i struktura organizacyjna w marcu 1939 |                                                                |
| Stanowisko                                               | Stopień, imię i nazwisko                                       |
| dowódca pułku                                            | płk Tadeusz Falewicz                                           |
| I zastępca dowódcy                                       | ppłk dypl. Jan Małysiak                                        |
| adiutant                                                 | rtm. Władysław Traugutt-Tejchman (*)                           |
| naczelny lekarz medycyny                                 | kpt. lek. Kazimierz Dąbrowski                                  |
| starszy lekarz weterynarii                               | mjr Aleksander Szczęścikiewicz                                 |
| II zastępca dowódcy (kwatermistrz)                       | mjr Bohdan Dobrzyński                                          |
| podkwatermistrz                                          | rtm. adm. (kaw.) Otton Walerian Węcławowicz                    |
| oficer mobilizacyjny                                     | rtm. Feliks Zygmunt Tatarowski                                 |
| zastępca oficera mobilizacyjnego                         | rtm. Stefan IV Jankowski                                       |
| oficer administracyjno-materiałowy                       | por. adm. (kaw.) Ferdynand Silny                               |
| dowódca szwadronu gospodarczego                          | rtm. Władysław Traugutt-Tejchman (*)                           |
| oficer gospodarczy                                       | kpt. int. Antoni Alberti                                       |
| oficer żywnościowy                                       | chor. Ludomir Makomaski                                        |
| dowódca plutonu łączności                                | por. Edward Franciszek Maruszczak                              |
| dowódca plutonu kolarzy                                  | vacat                                                          |
| dowódca plutonu ppanc.                                   | por. Henryk Kosz                                               |
| dowódca 1 szwadronu                                      | rtm. Władysław Robak                                           |
| dowódca plutonu                                          | por. Kazimierz Bernaciak                                       |
| dowódca plutonu                                          | ppor. Bartłomiej Kuźma                                         |
| dowódca plutonu                                          | ppor. Jan Stanisław Zamojski                                   |
| dowódca 2 szwadronu                                      | por. Zygmunt Tucewicz                                          |
| dowódca plutonu                                          | por. Kazimierz Chomiński                                       |
| dowódca plutonu                                          | por. Andrzej Fiszer                                            |
| dowódca 3 szwadronu                                      | p.o. por. Izydor Kołakowski                                    |
| dowódca 4 szwadronu                                      | rtm. kontr. Parnanos Nacwliszwili                              |
| dowódca plutonu                                          | ppor. Czesław Stanisław Gałaj                                  |
| dowódca plutonu                                          | ppor. Jan Zając                                                |
| dowódca szwadronu km                                     | rtm. Walenty Pierzak                                           |
| dowódca plutonu                                          | por. Gracjan Fijałkowski                                       |
| dowódca szwadronu zapasowego                             | rtm. Wacław Florkowski                                         |
| zastępca dowódcy                                         | por. adm. (kaw.) Zygmunt Leszczyński                           |
| na kursie                                                | rtm. Marian Waldeck                                            |
| na kursie                                                | por. Jan Józef Szmigiero                                       |
| Szkoła podoficerska ckm Podlaskiej BK                    |                                                                |
| komendant szkoły                                         | mjr Kazimierz Wyszosław Tomasik (5 puł)                        |
| instruktor                                               | por. Hipolit Brzozowski (25 puł)                               |
| instruktor                                               | por. Henryk Giecewicz (4 puł)                                  |
| instruktor                                               | por. Mieczysław Łączyński (3 psk)                              |
| instruktor                                               | por. Stanisław Lucjan Zdanowicz (10 puł)                       |

## 9 psk w kampanii wrześniowej

### Mobilizacja
9 pułk strzelców konnych został zmobilizowany od dnia 24 sierpnia 1939 w garnizonach Grajewo, Osowiec i Białystok. Czynności mobilizacyjne prowadzono w ramach mobilizacji alarmowej w grupie niebieskiej:
- 9 pułk strzelców konnych w garnizonach Grajewo i Osowiec.

W grupie żółtej w szwadronie zapasowym 9 pułku strzelców konnych w Białymstoku zmobilizowano:
- kolumnę taborową kawaleryjską typ II nr 353,
- kolumnę taborowa kawaleryjską typ II nr 354,
- kolumnę taborowa kawaleryjską typ II nr 355,
- park intendentury typ II nr 353.

W ramach I rzutu mobilizacji powszechnej w szwadronie zapasowym zmobilizowano: szwadron marszowy nr 1 Podlaskiej Brygady Kawalerii (5 pułku ułanów). Mobilizacja odbyła się bez większych zakłóceń i zgodnie z planem. 30 sierpnia po zakończonej mobilizacji pułk przesunął się w kierunku granicy niemieckiej.

### Walki i działania
Kampanię wrześniową pułk odbył w ramach Podlaskiej Brygady Kawalerii.                                           

#### Walki  w rejonie przygranicznym i w Prusach Wschodnich
30 sierpnia wydzielono z pułku wzmocnione szwadrony: 4 szwadron do osłony Grajewa i 1 szwadron do osłony Szczuczyna. Natomiast reszta pułku ugrupowała się we wsi Wilamowo (dowództwo pułku, szwadron ckm, szwadron gospodarczy, plutony kolarzy, ppanc. i łączności), oraz Siwki (2 szwadron) i Glinki (3 szwadron). 1 września pułk nie prowadził działań bojowych, wziął jedynie do niewoli dwóch lotników niemieckich z rozbitego samolotu.  2 września większość 9 pułku została dyslokowana do Szczuczyna. 3 szwadron rozpoznawał patrolami trzy przygraniczne wsie na terenie Niemiec. Jeden z patroli 2 szwadronu stoczył potyczkę na terenie Niemiec w rejonie miejscowości Bialla. O godz.9.00 9 psk wycofał się poza Szczuczyn w rejon Łempice, Ławsk, Gnatowo, Ciemniaki i Nieciki pozostawiając 2 szwadron przy granicy niemieckiej z zadaniem patrolowania pogranicza.                                           
3 września pułk otrzymał rozkaz dowódcy Podlaskiej BK gen. bryg. Ludwika Kmicic-Skrzyńskiego o natarciu wraz z innymi jednostkami w kierunku Gross Brzosken, Klein Brzosken. W nocy 3/4 września 9 psk wzmocniony baterią 1/14 dywizjonu artylerii konnej i szwadronem czołgów TKS z 32 dywizjonu pancernego zajął stanowiska wyjściowe do natarcia. 4 września o godz. 7.10 wzmocniony i spieszony 1 szwadron wykonał natarcie w kierunku Kl Brzosken, zajął zalesione wzgórze na północ od wsi, a następnie zaległ pod ostrzałem niemieckiej broni maszynowej. O godz. 7.30 3 szwadron przy wsparciu artylerii, broni maszynowej uderzył na wieś Gr Brzosken, którą zajął, a następnie cmentarz za nią. Po czym zaległ przed wsią Kl Brzosken. Na zajętych stanowiskach oba szwadrony prowadziły walkę ogniową z obsadą atakowanej wsi do godz. 16.00. Następnie wycofały się na uprzednio zdobyte przedmioty terenowe. Po godz. 22.00 9 psk wycofał się na stanowiska poza Szczuczyn. W wyniku natarcia oba szwadrony wzięły do niewoli 26 jeńców z bronią, 3 lkm. Straty własne 7 rannych i utracone 4 konie. Z niewiadomych przyczyn natarcia nie wsparł szwadron czołgów TKS z 32 dpanc. 5 września po północy 2 szwadron dokonał wypadu na nie obsadzoną wieś Rogallen, we wsi Sokollen stwierdził obecność niemieckiej piechoty. 5 września do pułku dołączył 4 szwadron z Grajewa. Nocą 5/6 września na rozkaz dowódcy Samodzielnej Grupy Operacyjnej "Narew" pułk wraz z macierzystą brygadą otrzymał zadanie przejścia na południowy brzeg Narwi.                                           

#### Boje odwrotowe
Rano 6 września bez styczności z nieprzyjacielem osiągnął 9 psk Rogalice Wielkie. Po odpoczynku kolejnej nocy 6/7 września poprzez Łomżę, Śniadowo dojechał do Lubotynia Starego. Na stacji w Śniadowie 9 psk znalazł 2 kompletne 37 mm armaty ppanc. wz. 36 i wagon amunicji, które zabrał ze sobą. 7 września w trakcie postoju pułk był dwukrotnie bombardowany przez lotnictwo niemieckie, bez strat. 9 psk zmienił rejon postoju do rejonu Rząśnika, Włóki i Lubotynia Starego. 8 września w rejonie stacjonowania pułk zajął obronę frontem na południe. O godz. 18.30 pułk podjął marsz ubezpieczony po szosie Śniadowo-Ostrów Mazowiecki, po osiągnięciu okolic Sulęcina Kolonia w rejonie wg 143 przeszedł do obrony z uwagi na zapadające ciemności. W nocy 8/9 września wyznaczony dywizjon strzelców z 2 i 3 szwadronem z plutonem km pod dowództwem rtm. Walentego Pierzaka został wyznaczony przez dowódcę brygady do działań dywersyjnych w rejonie Małkini. Większość 9 psk przemaszerowała jako straż przednia Podlaskiej BK przez las Pałapas do lasów nadleśnictwa Ostrów Mazowiecka. 9 września po krótkim odpoczynku w rejonie Kalinowa, pułk pomaszerował w kierunku drogi Andrzejewo-Ostrów Maz. Wzmocniony 1 szwadron obsadził wieś Biel. Nocą 9/10 września 9 psk przemieścił się do rejonu Zaręby Kościelne, gdzie dołączył dywizjon rtm. Pierzaka. Po odpoczynku 10 września, 9 psk podjął dalszy marsz przez Andrzejewo na Przeździecko. Jadący w straży przedniej pułku 2 szwadron został ostrzelany przez niemiecką bron maszynową, wsparty przez 3 szwadron osiągnął wschodni skraj lasu Przeździecko. 1 szwadron uderzył na Dmochy, gdzie unieruchomił i zniszczył 6 samochodów pancernych, 2 czołgi, kilka sanitarek i motocykli niemieckich. Po zluzowaniu przez 5 pułk ułanów, wieczorem pułk zajął wsie Zaręby, Choromany, Ciemne, Dworaki. W nocy 10/11 września odpoczywający pułk został zaskoczony silnym ogniem broni maszynowej i artylerii, wycofał się na Dąbrowę Kościelną. Rozbite zostały tabory pułku, oraz utracono 2 armaty ppanc, 2 ckm, utracono kontakt z plutonem 3 szwadronu, jeden z plutonów 4 szwadronu utracił konie. Natarcie niemieckiej piechoty powstrzymał 4 szwadron z plutonem 3 szwadronu. Zginęło kilku oficerów i wielu strzelców utracono wiele koni, przeciwnikiem 9 psk były oddziały niemieckiej 20 Dywizji Piechoty Zmotoryzowanej.                                           
11 września dywizjon rtm Pierzaka w składzie 2, 3 szwadron, szwadron ckm i półplutonu ppanc. zajął stanowiska na skraju lasu Przeździecko prowadził działania obronne i zasadzkę na skrzyżowaniu szos Ostrów Maz.-Wysokie Maz. i Czyżew-Zambrów. W wyniku działań dywizjon zlikwidował trzy niemieckie patrole, niszcząc kilkanaście samochodów i motocykli, nieprzyjaciel stracił ok. 46 zabitych. 12 września pułk obsadził rejon Dąbrowy frontem na Szatanki, po południu odparto atak 12 niemieckich czołgów, jeden z działonów unieruchomił 2 czołgi niemieckie, poległo i zostało rannych kilku strzelców konnych. Pułk w nocy 12/13 września podjął marsz po osi Klukowo, Wypychy, Wyszonki Kościelne, Mień. Wspierała go dwu działowa 1 bateria 14 dak. 13 września ok. godz. 8.00 9 psk dotarł do Domanowa. 3 szwadron został wyznaczony jako ubezpieczenie pułku we wsi Patoka, która jak się okazało była zajęta przez oddział niemiecki. Doszło do walki pomiędzy Domanowem i Patoką z 3 szwadronem, jednocześnie na Domanowo, uderzył pododdział motocyklistów niemieckich z 2 DPZmot., który odparty został przez 4 szwadron. Ok. godz.12.00 na Domanowo od wschodu uderzyła niemiecka piechota zmotoryzowana, ze wsparciem ok. dwóch dywizjonów artylerii. Przy dużych stratach własnych szczególnie w 3 szwadronie natarcie niemieckie zostało zatrzymane. Z Domanowa wycofały się wszystkie pododdziały pułku, poza walczącymi 3 i 4 szwadronem. Kolejny niemiecki atak z czołgami doprowadził do odcięcia 3 i 4 szwadronu w Domanowie. Ostrzał czołgów przez baterię 1/14 dak ze skraju wsi Pietraszki, doprowadził do zniszczenia trzech z nich. Zatrzymało to niemieckie natarcie, umożliwiając odskok obu szwadronów, osłanianych przez 1 szwadron. 9 pułk zbierał się w Hodyszewie, gdzie dołączyły resztki 3 szwadronu i pozostałość 4 szwadronu. Domanowo opanowały oddziały niemieckie. Poległo wielu żołnierzy, w tym por. Izydor Kołakowski, por. rez. Wykowski  oprócz strat osobowych pułk utracił dwie armaty ppanc. 4 ckm. Przebywające we wsi Mień tabory pułku w osłonie plutonu kolarzy i odprysków ze szwadronów, na czele z kwatermistrzem pułku w sile 221 żołnierzy czasowo odłączyły się od pułku. Resztki 3 szwadronu zostały wcielone do szwadronu 4.                                           

#### Przez Podlasie na Polesie
W nocy 13/14 września wobec okrążenia Podlaskiej BK nastąpił jej odwrót na wschód. Podczas przekraczania szosy Łapy-Brańsk pomiędzy Petrykowem, a Topczewem szpica 9 psk natknęła się na patrol z dwoma niemieckimi samochodami pancernymi, podczas powstałego zamieszania, pułk częściowo rozproszył się. Ponownie zebrał się w rejonie Werpachy, Miszuki. Wieczorem 15 września 9 psk przeprawił się w bród przez Narew, przekroczył szosę Białystok-Brześć na północ od Strabli, dotarł do Eliaszuk. Po osiągnięciu Puszczy Białowieskiej, podjął dzienny marsz do Adrianki, gdzie dojechał 17 września. Tego dnia odesłano z pułku najsłabsze konie i ludzi do przeniesionego do Wołkowyska Ośrodka Zapasowego Podlaskiej i Suwalskiej BK. Następnie 18 września poprzez Bereźną dotarł do Zaniewia. 19 września po dotarciu do Kublika nad Kanałem Królewskim, nawiązano kontakt z Samodzielną Grupą Operacyjną "Polesie" i uzyskano wiedzę o agresji ZSRR. 20 września strzelcy konni przeszli przez Kanał Królewski w rejonie dworu Bielin i przez wyschnięte koryto rzeki Prypeć stając na biwak we wsi Lubiąż. 21 września pułk dojechał do Werhy, tam 22 września rozwiązano 4 szwadron, wcielając jego pozostałość do 1 i 2 szwadronów. 23 września 9 psk przez Niesuchojeże, Łapin dotarł do Serechowicz. W trakcie marszu pułk, był ostrzeliwany przez sowieckich dywersantów, poniósł straty w zabitych i rannych. Prowadzono działania przeciwdywersyjne. 24 września w skład 9 psk włączono szwadron 26 pułku ułanów por. Konstantego Bordziłowskiego sformowany w Ośrodku Zapasowym Nowogródzkiej BK w Łukowie. Tego dnia włączono również do 9 psk, szwadron konny pod dowództwem rtm. Bronisława Korzona sformowany z nadwyżek mobilizacyjnych 3 pułku strzelców konnych.  Wieczorem pułk osiągnął Starą Hutę.                                           
Następnego dnia maszerowano przez Płoskie i Świtaź ubezpieczając piechotę SGO "Polesie". 26 września rozpoznanie 2 szwadronu ustaliło, że Włodawa jest wolna od wroga, pułk kwaterował w Komarówce. 27 września 9 psk przeprawił się przez Bug w Susznie i pomaszerował na kwatery do Żukowa. 28 września pułk poprzez Mosty i Opole o godz. 15.30 dotarł do wsi Jabłoń, tam zatrzymał się na postój ubezpieczony. Pod Wisznicą 3 szwadron por. Bordziłowskiego nawiązał kontakt ogniowy z oddziałem sowieckim, zajął stanowiska na drodze Wisznica-Jabłoń. Na skraju Jabłoni rozwinęły się pozostałe szwadrony pułku. Doszło do natarcia oddziału piechoty sowieckiej i grupy dywersyjnej wspartych czołgami. 9 psk odparł sowiecki atak niszcząc dwa czołgi. W nocy artyleria sowiecka ostrzelała rejon wsi Jabłoń.  Ok. godz.10.00 na rozkaz dowódcy Podlaskiej BK 9 psk opuścił dotychczasowe stanowiska i ostrzeliwany przez piechotę i artylerię sowiecką przeszedł przez wsie Gęś i Milanów do Cichostowa.                                          

#### Udział w bitwie pod Kockiem
30 września rano pułk przemieścił się do Suchowoli, wieczorem pomaszerował przez Hermanów i o godz. 3.00 1 października zatrzymał się w Wólce Domaszewskiej. Pułk patrolami rozpoznawał na Łuków, Gołąbki i Tuchowicz. 9 psk podporządkowano dywizjon kawalerii KOP "Niewirków", kompanię z 28 pułku piechoty z artylerią. 2 października pułk przeszedł przez Siedliska do wsi Burzec, w trakcie tego marszu do 9 psk dołączyła grupa z taborami, rozbitkami i plutonem kolarzy pułku pod dowództwem mjr. B. Dobrzyńskiego. W nocy 3/4 października 9 psk przeszedł do Nowej Wróbliny celem osłony natarcia własnej piechoty. Patrole 1 szwadronu rozpoznały w rejonie Łukowa i Żelechowa na pododdziały niemieckiej 29 DPZmot. 5 października Podlaska BK osłaniała walki SGO "Polesie" od północy i zachodu. 9 psk zajął stanowiska obronne od lasu na północ od Starej Wróbliny do rzeki Mała Bystrzyca i stawów w Radoryżu. Pułk ugrupował się w obronie: 1 szwadron na wysuniętych placówkach w kontakcie bojowym z pododdziałami niemieckimi, 2 i 4 (rtm. Korzona) szwadrony na skraju lasu Starej Wróbliny, 3 (por. Bordziłowskiego) szwadron w głębi lasu. Wsparcie zapewniał pluton artylerii. Przez cały 5 października pułk prowadził walkę obronną z pododdziałami 29 DPZmot. wspartymi artylerią. Poległo 15 żołnierzy, zostało rannych ponad 20 żołnierzy. W późnych godzinach popołudniowych pułk oderwał się od nieprzyjaciela i odszedł do lasu Lipiny. 6 października 9 psk wraz z całą Podlaską BK i SGO "Polesie" skapitulował.

### Oddział Zbierania Nadwyżek i szwadron marszowy 9 psk
Zgodnie z planem mobilizacyjnym 10 pułk ułanów Podlaskiej BK w Białymstoku i Starosielcach w pierwszych dniach września zmobilizował szwadron marszowy nr 3 Podlaskiej BK (szwadron marszowy 9 psk), Dowódcą szwadronu wyznaczono rtm. kontraktowego Paraosa Nacwiliszwilego, jego zastępcą został por. Zygmunt Leszczyński. Wojenne losy szwadronu marszowego nie są znane, wiadomo że por. Z. Leszczyński dostał się do niewoli sowieckiej.    
Nadwyżki mobilizacyjne pozostałe po zmobilizowaniu 9 pułku strzelców konnych w Grajewie i Osowcu, przed wybuchem wojny odesłano do szwadronu zapasowego 9 psk w Białymstoku. Nadwyżki mobilizacyjne, które pozostały po zmobilizowaniu przez szwadron zapasowy planowanych pododdziałów, tworzyły razem z przysłanymi, Oddział Zbierania Nadwyżek 9 psk pod dowództwem rtm. Szczęsnego Tatarowskiego. Oddział nadwyżek wszedł w skład Zgrupowania Ośrodków Zapasowych Podlaskiej i Suwalskiej Brygady Kawalerii w Białymstoku. Z uwagi na zagrożenie Białegostoku przed atakiem wojsk niemieckich w dniach 12-15 września Ośrodki Zapasowe obu brygad wycofano do Wołkowyska. Z nadwyżek 9 psk i zgłaszających się bezpośrednio do ośrodka w Białymstoku sformowano, dwa szwadrony: pod dowództwem por. rez. Jerzego Krygiera? i ppor. rez. Kazimierza Chomińskiego. Jeden z nich wszedł w skład pułku kawalerii osłonowej „Wołkowysk” rtm. Ryszarda Wiszowatego. Z pozostałych strzelców konnych 9 pułku po ewakuacji z Białegostoku do Wołkowyska, na miejscu sformowano 3 szwadron 110 pułku ułanów rtm. Wiktora Moczulskiego i 4 szwadron 110 puł. rtm. Wacława Florkowskiego. Dodatkowo dla spieszonego 103 pułku szwoleżerów, ze strzelców sformowano 4 szwadron, gdzie dowódcą I plutonu był oficer 9 psk por. Gracjan Bojar-Fijałkowski. Wszystkie szwadrony utworzone dla formowanej Brygady Rezerwowej Kawalerii „Wołkowysk”, dzieliły z nią losy w walkach z wojskami sowieckimi.   
W AK od 1943 zaczęło się odtwarzanie pułku. Rozwiązanie nastąpiło w styczniu 1945, wraz z rozwiązaniem AK.
|  |  |  |

| Obsada personalna we wrześniu 1939 | Obsada personalna we wrześniu 1939   |
| Stanowisko                         | Stopień, imię i nazwisko             |
| ---------------------------------- | ------------------------------------ |
| dowódca pułku                      | płk kaw. Tadeusz Falewicz            |
| zastępca dowódcy                   | mjr kaw. Józef Trenkwald             |
| adiutant pułku                     | rtm. Władysław Traugutt-Tejchman     |
| oficer ordynansowy                 | por. Kazimierz Bernaciak             |
| kwatermistrz                       | mjr kaw. Bohdan Dobrzyński           |
| dowódca szwadronu gospodarczego    | por. Stanisław Bniński               |
| kapelan                            | kpl. rez. ks. Andrzej Gawędzki       |
| dowódca 1 szwadronu                | rtm. Władysław Robak                 |
| dowódca I plutonu                  | ppor. Bartłomiej Kuźma               |
| dowódca II plutonu                 | ppor. rez. Stanisław Rolleder        |
| dowódca III plutonu                | chor. Franciszek Strzelczyk          |
| dowódca 2 szwadronu                | por. Zygmunt Tucewicz                |
| dowódca I plutonu                  | por. Andrzej Fiszer                  |
| dowódca II plutonu                 | ppor. rez. Janusz Karkowski          |
| dowódca III plutonu                | ppor. rez. Juliusz Zenon Szandrowski |
| dowódca 3 szwadronu                | rtm. Waldemar Waldeck (do 11 IX)     |
| dowódca 3 szwadronu                | por. Izydor Kołakowski               |
| dowódca I plutonu                  | por. Izydor Kołakowski               |
| dowódca II plutonu                 | ppor. rez. Czesław Suzanowicz        |
| dowódca III plutonu                | ppor. rez. Józef Siedlecki           |
| dowódca 4 szwadronu                | rtm. Jan Bielicki                    |
| dowódca I plutonu                  | ppor. Jan Zamojski                   |
| dowódca II plutonu                 | ppor. Czesław Gałaj                  |
| dowódca III plutonu                | ppor. Kajetan Fijałkowski            |
| dowódca szwadronu ckm              | rtm. Walenty Pierzak                 |
| dowódca I plutonu                  | ppor. Jan Zając                      |
| dowódca II plutonu                 | por. rez. Stanisław Wykowski         |
| dowódca III plutonu                | por. rez. Zygmunt Firkowski          |
| dowódca plutonu przeciwpancernego  | por. Henryk Kosz                     |
| dowódca plutonu kolarzy            | ppor. rez. Mieczysław Rowiński       |
| dowódca plutonu łączności          | ppor. Edward Maruszczak              |

## Symbole pułkowe

### Sztandar

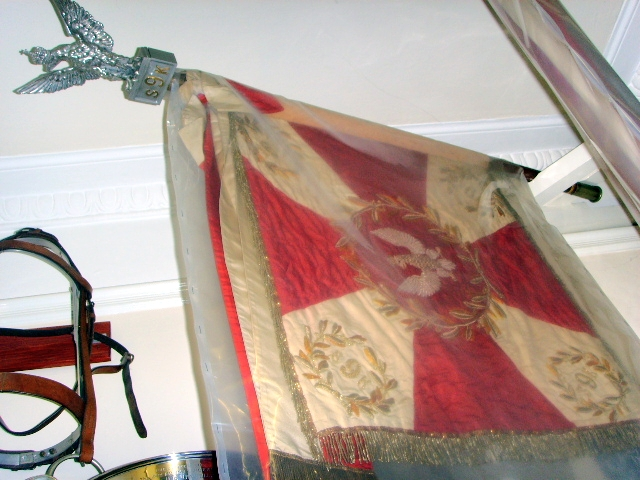
Sztandar pułku w Instytucie im. gen. Sikorskiego w Londynie

Nadanie sztandaru i zatwierdzenie jego wzoru ujęte zostało w Dzienniku Rozkazów MSWojsk. nr 25 z 1927, poz. 318. Sztandar, ufundowany przez ziemian powiatów Szczuczyn i Kolno, wręczył pułkowi w Grajewie 27 września 1928 prezydent RP Ignacy Mościcki.
Sztandar wyruszył w pole wraz z pułkiem. 6 września odesłano go do OZ Podlaskiej Brygady kawalerii do Białymstoku. Po przeniesieniu OZ do Wołkowyska, sztandar znalazł się przy nowo zorganizowanym 102 pułku ułanów. Podczas wycofywania się w kierunku granicy litewskiej, koło Sopoćkina zakopano orła, szarfy i bandolier. Płatem sztandaru opiekował się plut. Piotr Wereszczyński i przewiózł go na Litwę. Z obozu internowanych w Birsztanach płat wynieśli harcerze: Tadeusz Butler i Tadeusz Kognowicki. 28 września wręczyli oni sztandar polskiemu attache wojskowemu w Kownie płk. Leonowi Żółtkowi-Mitkiewiezowi. Attache wyekspediował sztandar przesyłką dyplomatyczną do Paryża. We Francji dorobiono do płata zastępcze drzewce i orła. Po klęsce Francji sztandar trafił na Wyspy Brytyjskie i był przechowywany w Kwaterze Polowej Naczelnego Wodza w Gask, w Szkocji. Po wojnie przekazano go do Muzeum im. Generała Sikorskiego w Londynie.

### Odznaka pamiątkowa
2 października 1928 generał dywizji Daniel Konarzewski, w zastępstwie ministra spraw wojskowych, zatwierdził wzór i regulamin odznaki pamiątkowej 9 psk. Odznaka o wymiarach 40x40 mm ma kształt krzyża Ruperta o wypukło zaokrąglonych końcach ramion powleczonych przezroczystą emalią. Pośrodku krzyża okrągła szmaragdowa tarcza z amarantowym obrzeżem, na której wpisano numer i inicjały pułku „9 SK”. Odznaka oficerska jednoczęściowa, wykonana w srebrze, emaliowana. Wykonawcą odznaki był Wiktor Gontarczyk z Warszawy.

### Inicjały
14 maja 1936 minister spraw wojskowych generał dywizji Tadeusz Kasprzycki nadając pułkowi imię patrona zarządził noszenie przez żołnierzy pułku inicjałów „K. P.” na naramiennikach kurtek i płaszczy zamiast dotychczasowego numeru porządkowego „9”.

### Barwy
| Proporczyk | Opis                                                                |
| ---------- | ------------------------------------------------------------------- |
|            | Proporczyk szmaragdowo-żółty z wąskim amarantowym paskiem pośrodku. |
|            | Proporczyk dowództwa                                                |
|            | Proporczyk 1 szwadronu                                              |
|            | Proporczyk 2 szwadronu                                              |
|            | Proporczyk 3 szwadronu                                              |
|            | Proporczyk 4 szwadronu                                              |
|            | Proporczyk 5 szwadronu ckm                                          |
|            | Proporczyk plutonu łączności                                        |
| Inne       | Opis                                                                |
|            | Czapka rogatywka, otok żółty                                        |
|            | Szasery ciemnogranatowe z żółtymi lampasami i takąż wypustką        |

### Żurawiejka
| Poznać Pana po cholewie, to „Dziewiąty” pułk w Grajewie.                   | Dużo synów miała Ewa, Lecz najlepsi są z Grajewa.    |
| 0 „Dziewiątym” to nikt nie wie, bo on siedzi gdzieś w Grajewie.            | Jajecznica ze szczypiorem, Dziewiątego pułku wzorem. |
| Po każdej zwrotce: Lance do boju, szable w dłoń, bolszewika goń, goń, goń! |                                                      |

## Strzelcy konni

### Dowódcy i zastępcy dowódcy pułku
| Stopień, imię i nazwisko         | Okres pełnienia służby | Kolejne stanowisko                          |
| Dowódcy pułku                    | Dowódcy pułku          | Dowódcy pułku                               |
| -------------------------------- | ---------------------- | ------------------------------------------- |
| mjr kaw. Adam Michalski          | p.o. 10 X – 25 XI 1921 |                                             |
| płk kaw. Franciszek Kaczkowski   | 25 XI 1921 – XI 1927   | dyspozycja dowódcy OK III                   |
| płk dypl. kaw. Tadeusz Grabowski | XI 1927 – VIII 1931    | szef Biura Ogólno Administracyjnego MSWojsk |
| płk kaw. Tadeusz Falewicz        | (28 X 1931 – 6 X 1939  |                                             |
| Zastępcy dowódcy pułku           |                        |                                             |
| mjr kaw. Adam Michalski          | X 1921 – 1924          | dowódca szwadronu zapasowego                |
| ppłk kaw. Seweryn Grabowski      | do 1 III 1926          |                                             |
| mjr kaw. Czesław Chmielewski     | I 1928 – 31 III 1930   | dowódca 13 puł                              |
| ppłk kaw. Bronisław Lechowski    | od 31 III 1930         |                                             |
| ppłk dypl. kaw. Jan Małysiak     | 1935 – V 1939          |                                             |
| mjr kaw. Józef Trenkwald         | do IX 1939             |                                             |

### Kawalerowie Virtuti Militari
Żołnierze pułku odznaczeni Krzyżem Srebrnym Orderu Wojskowego Virtuti Militari:
1. ppor. Jerzy Gliński
2. pchor. Kostecki
3. pchor. Stanisław Nakoniecznikoff-Klukowski
4. rtm. Stefan Jan Józef Platonoff
5. ppor. Romanowski
6. ppor. Bohdan Sawicki
7. por. Władysław Wojakowski

### Żołnierze 9 pułku strzelców konnych - ofiary zbrodni katyńskiej
Biogramy zamordowanych oficerów znajdują się na stronie internetowej Muzeum Katyńskiego
| Nazwisko i imię     | stopień    | zawód              | miejsce pracy przed mobilizacją        | zamordowany |
| ------------------- | ---------- | ------------------ | -------------------------------------- | ----------- |
| Piotr Bystrowski    | ppor. rez. |                    |                                        | Katyń       |
| Zygmunt Leszczyński | porucznik  | żołnierz zawodowy  |                                        | Katyń       |
| Bogumił Nowicki     | ppor. rez. | lekarz weterynarii | Rzeźnia i Targowisko Zwierzęce w Gdyni | Katyń       |
| Stefan Wojciul      | ppor. rez. | absolwent SGH      | Nadleśnictwo Warszawa                  | Katyń       |
| Antoni Żmijewski    | ppor. rez. | student UW         |                                        | Katyń       |

## Upamiętnienie

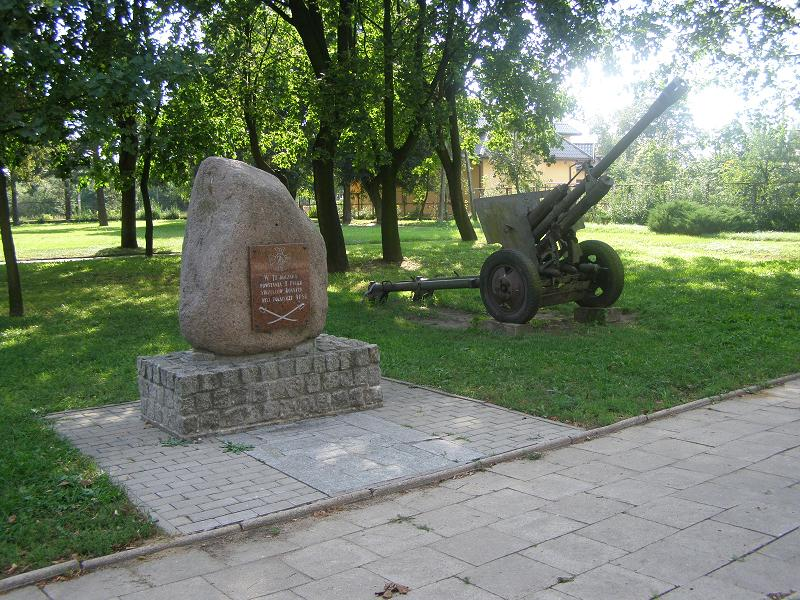
Pomnik w Grajewie